# Crotalaria edmundi-bakeri
Crotalaria edmundi-bakeri är en ärtväxtart som beskrevs av René Viguier. Crotalaria edmundi-bakeri ingår i släktet sunnhampor, och familjen ärtväxter. Inga underarter finns listade i Catalogue of Life.